# NGC 4353
NGC 4353 في الفهرس العام الجديد، هي مجرة، تقع في كوكبة العذراء. اكتشفت في 1881 بواسطة كريستسيان هنري فريدريك بيترز.

## روابط خارجية
- NGC 4353 على موقع ويكي سكاي: DSS2, SDSS, GALEX, IRAS, Hydrogen α, X-Ray, Astrophoto, Sky Map, Articles and images